# Ергаки
Ерга́ки (от др.-тюрк. erŋäk — «пальцы») — природный парк краевого значения, расположенный на юге Красноярского края. Как особо охраняемая природная территория природный парк был организован 4 апреля 2005 года. Площадь — 342 873 га. Туристский центр хребта Ергаки в Западном Саяне. Расположен в истоках рек Большой Кебеж, Большой Ключ, Тайгиш, Верхняя Буйба, Средняя Буйба и Нижняя Буйба. Входит в состав ассоциации заповедников и национальных парков Алтай-Саянского экорегиона.
В парке разработана система маркированных троп, по которым можно попасть ко всем основным достопримечательностям.

## Описание
Представляет собой массив разнонаправленных грив, отрогов, в значительной степени обработанных ледником. Горный рельеф в центральной части природного парка Ергаки на периферии сменяется гольцовым с отдельно расположенными горами и отрогами более плавных очертаний с пенепленом на вершинах. Отдельные горные пики имеют причудливые очертания и собственные имена: Звёздный, Зуб Дракона, Птица, Парабола, Молодёжный, Зеркальный, Верблюд, Тугодум и др. Неповторимость парку Ергаки придают множество озёр, как правило карстовых, ледникового происхождения. Наиболее известны: Буйбинские озёра (Радужное, Каровое, Светлое), Тушканчик (Мраморное), Золотарное (Малахитовое), Горных Духов. Наиболее крупные озёра — Большое Буйбинское, Большое Безрыбное и Большое (Светлое).
Символ парка — логотип с изображением кабарги на фоне горных вершин.

## Географическое положение
Природный парк Ергаки расположен в центре континента, что накладывает отпечаток на его природу: континентальность климата, господство бореальной растительности, характерные черты флоры и фауны. Большое влияние оказывает и фактор рельефа. Парк расположен в пределах Западного Саяна, причём за счёт своей протяжённости охватывает различные высотные горные пояса. Протяжённость с севера на юг составляет 75 км, а по долготе — около 120 км. Это существенно увеличивает разнообразие природных условий и, как следствие, разнообразие живой природы: видов растений, животных и грибов. При этом северная половина парка находится на северном макросклоне горной системы и получает максимальное количество осадков, в то время, как южная часть ООПТ находится в дождевой тени. За счёт высокой влажности климат северных районов парка более мягкий, слабо континентальный, в то время как на юге континентальность климата резко возрастает.
Добраться до парка можно по федеральной автомобильной дороге Р257 «Енисей». Визит-центр парка располагается практически посередине между Абаканом и Кызылом.

## Флора и фауна
На территории природного парка произрастает свыше 700 видов растений, грибов, мхов и лишайников. Только в данном регионе произрастают такие растения, как Ястребиночка Кебежская, Борец Черепнина, Борец Танзыбейский и Борец Буйбинский. В природном парке обитает 49 видов млекопитающих. Широко распространены заяц-беляк, рысь, северный олень, бобр, белка, бурундук и др. В Приложение к Красной книге Красноярского края включено 6 видов млекопитающих, обитающих на территории парка: выдра речная, рысь обыкновенная, кабан сибирский, кабарга, марал, лось. На территории гнездятся 163 вида птиц.

## Галерея

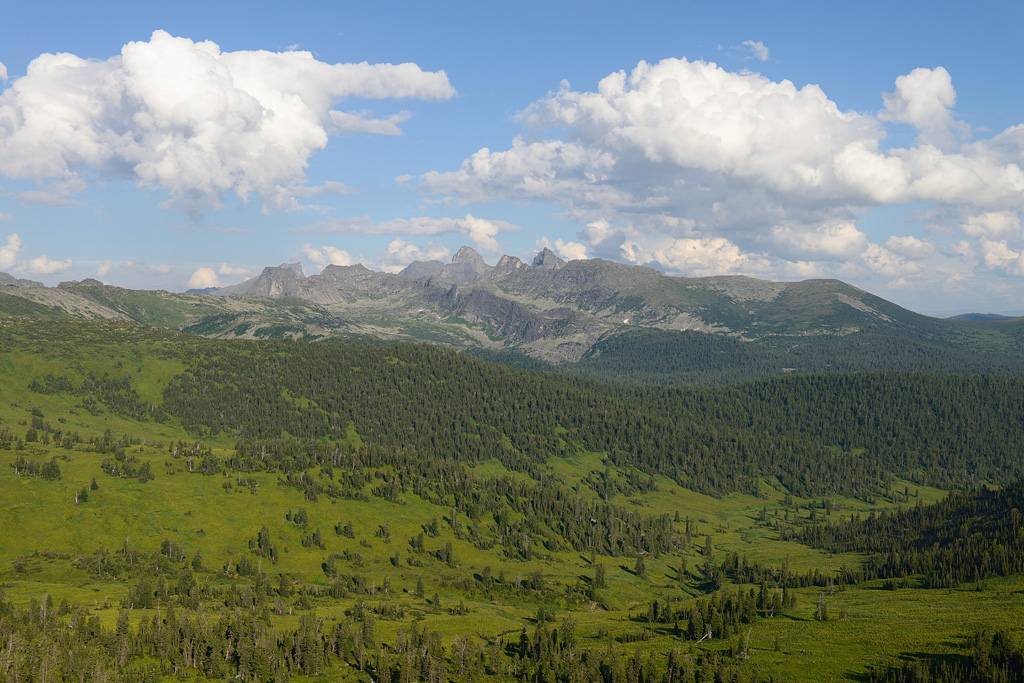
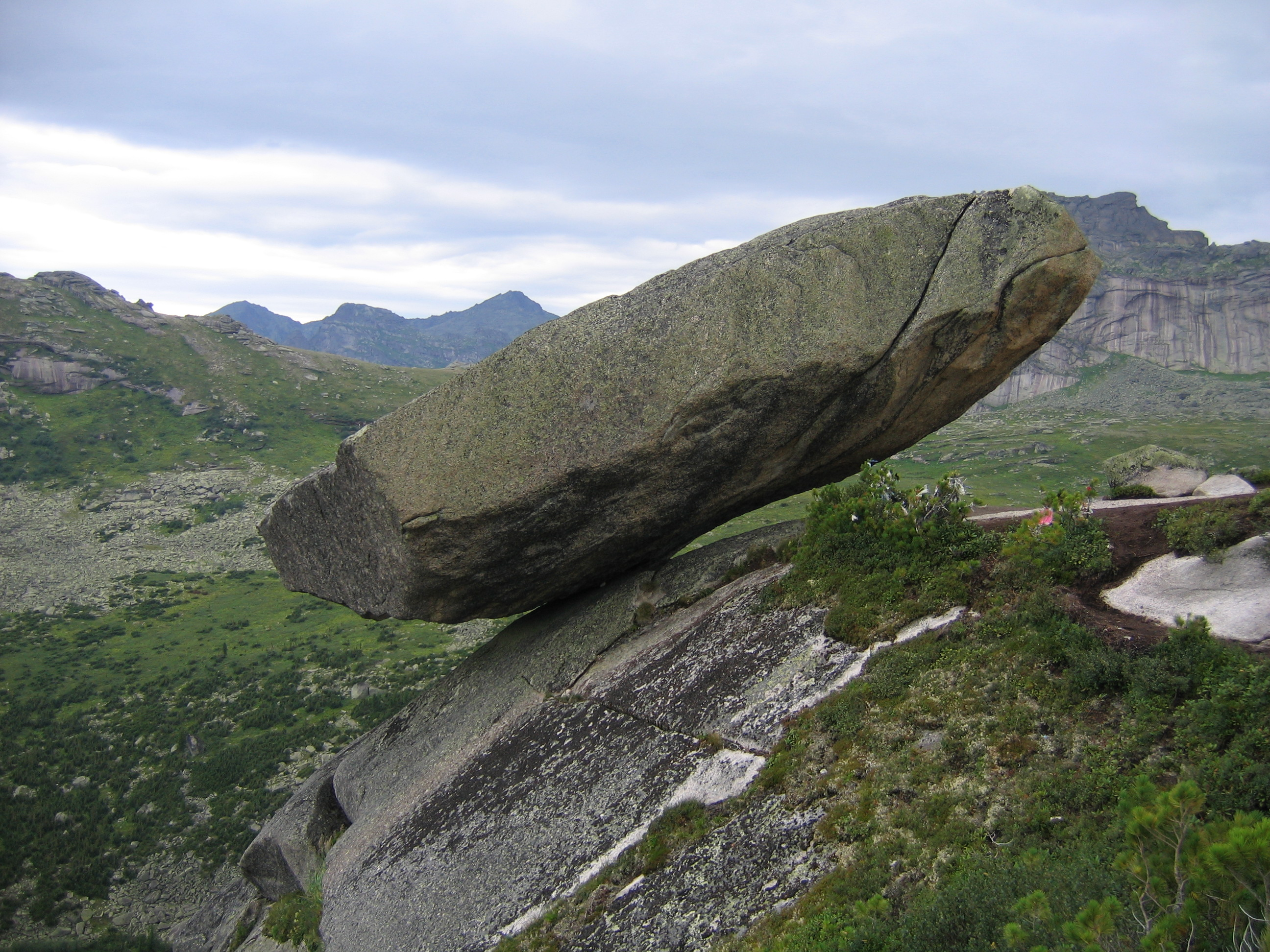
Висячий камень в западной части Ергак
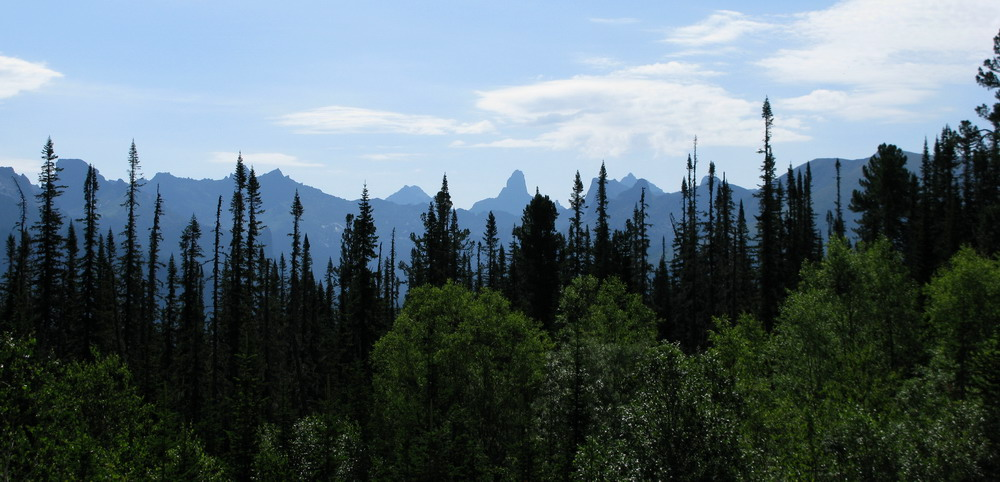
Вид на Ергаки со смотровой площадки трассы М-54. В центре — пик Звёздный
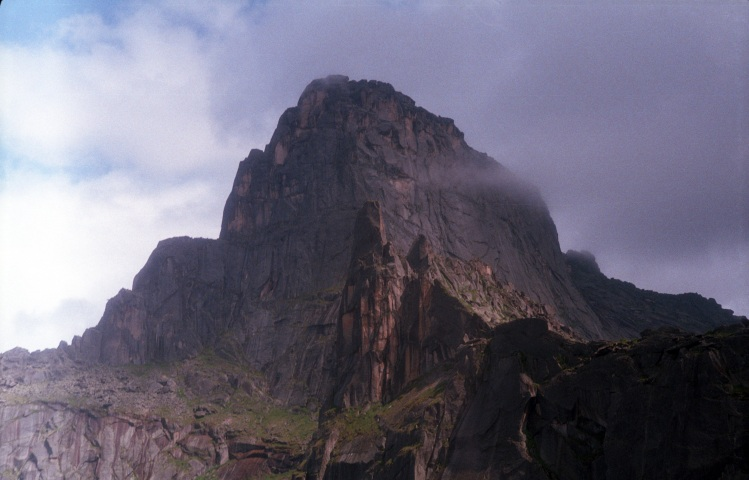
Пик Звёздный. Природный парк Ергаки, Западный Саян
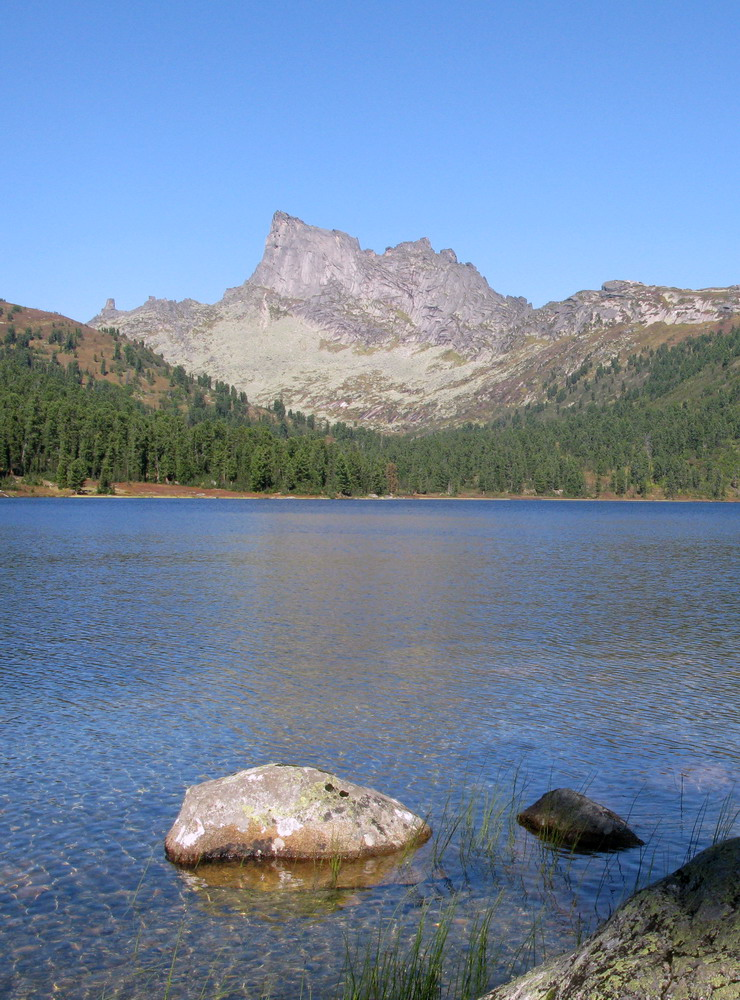
Пик Звёздный (2265 м)
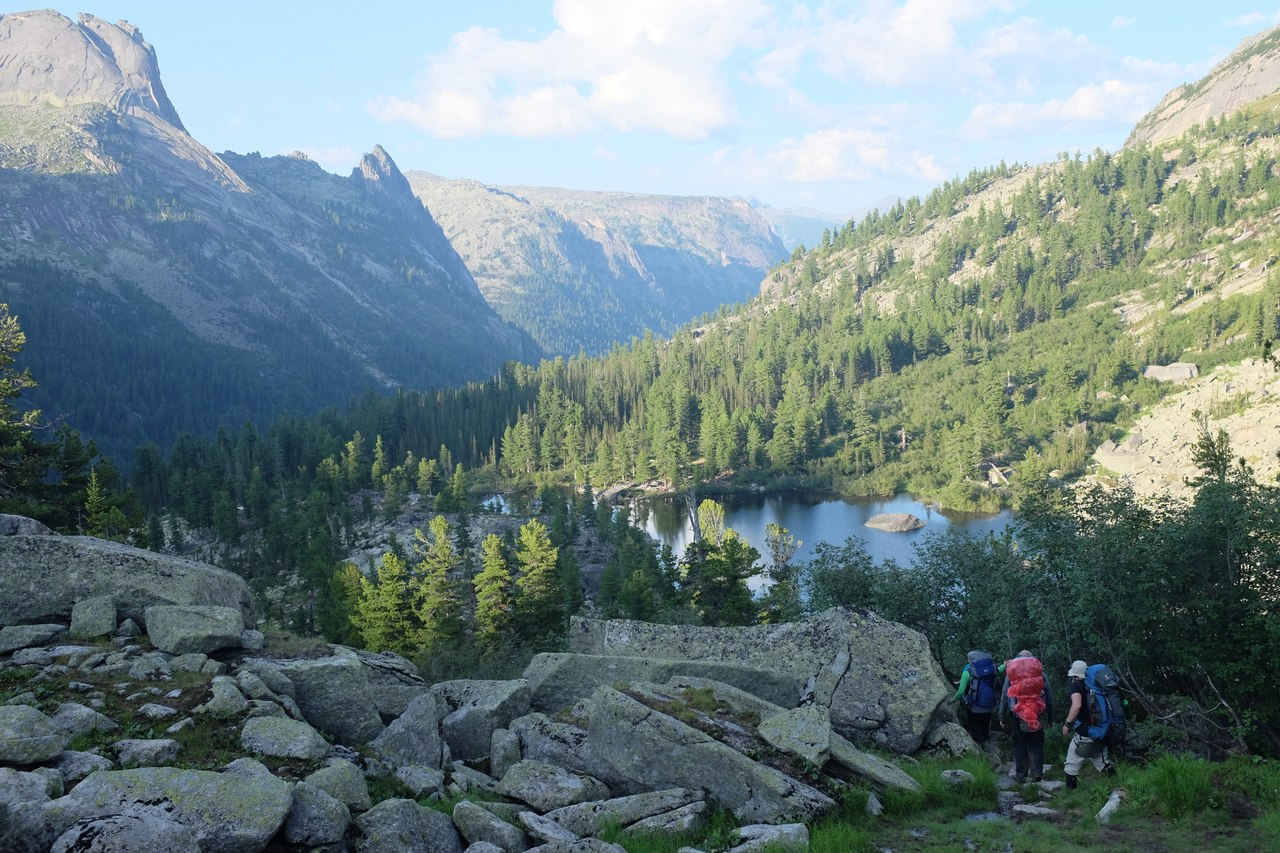
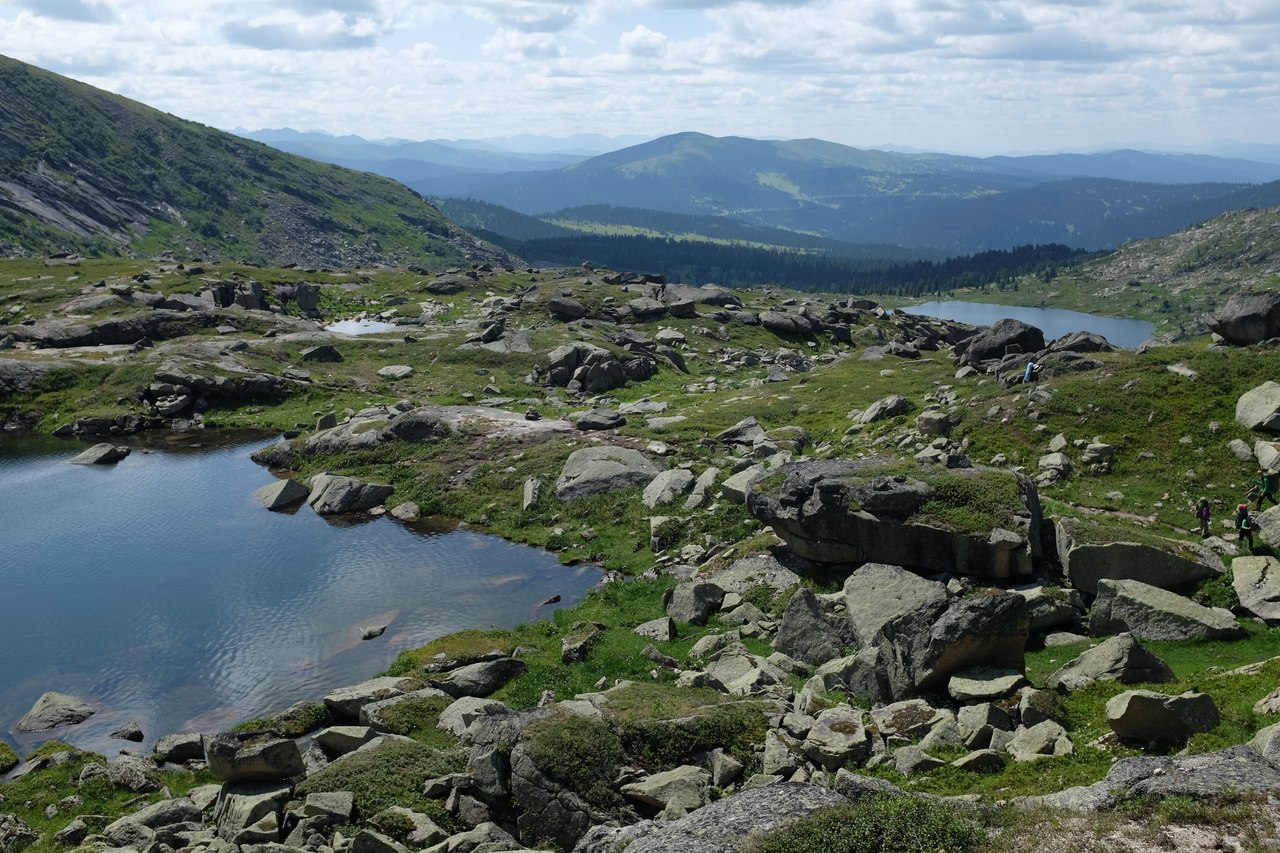
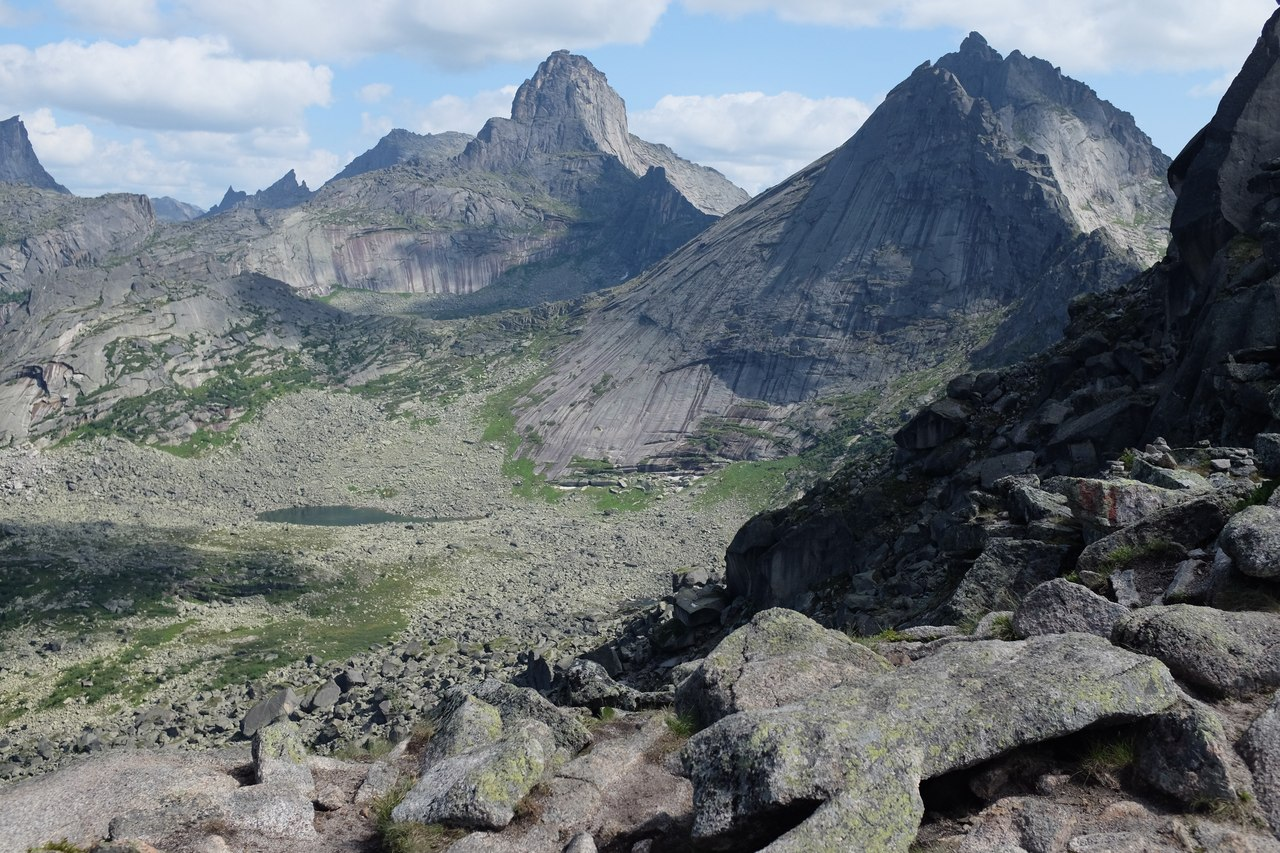
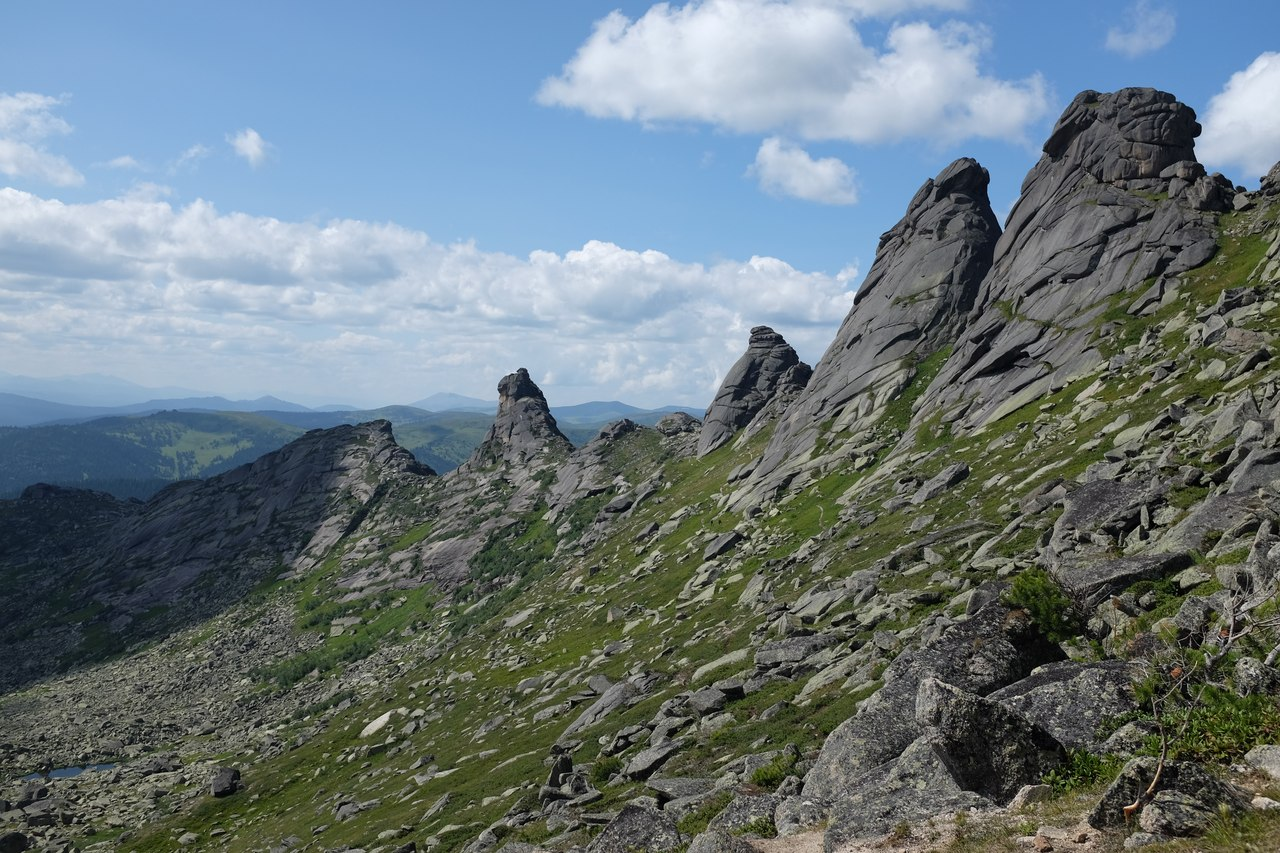
Вид с перевала Художников в сторону скалы Орешек
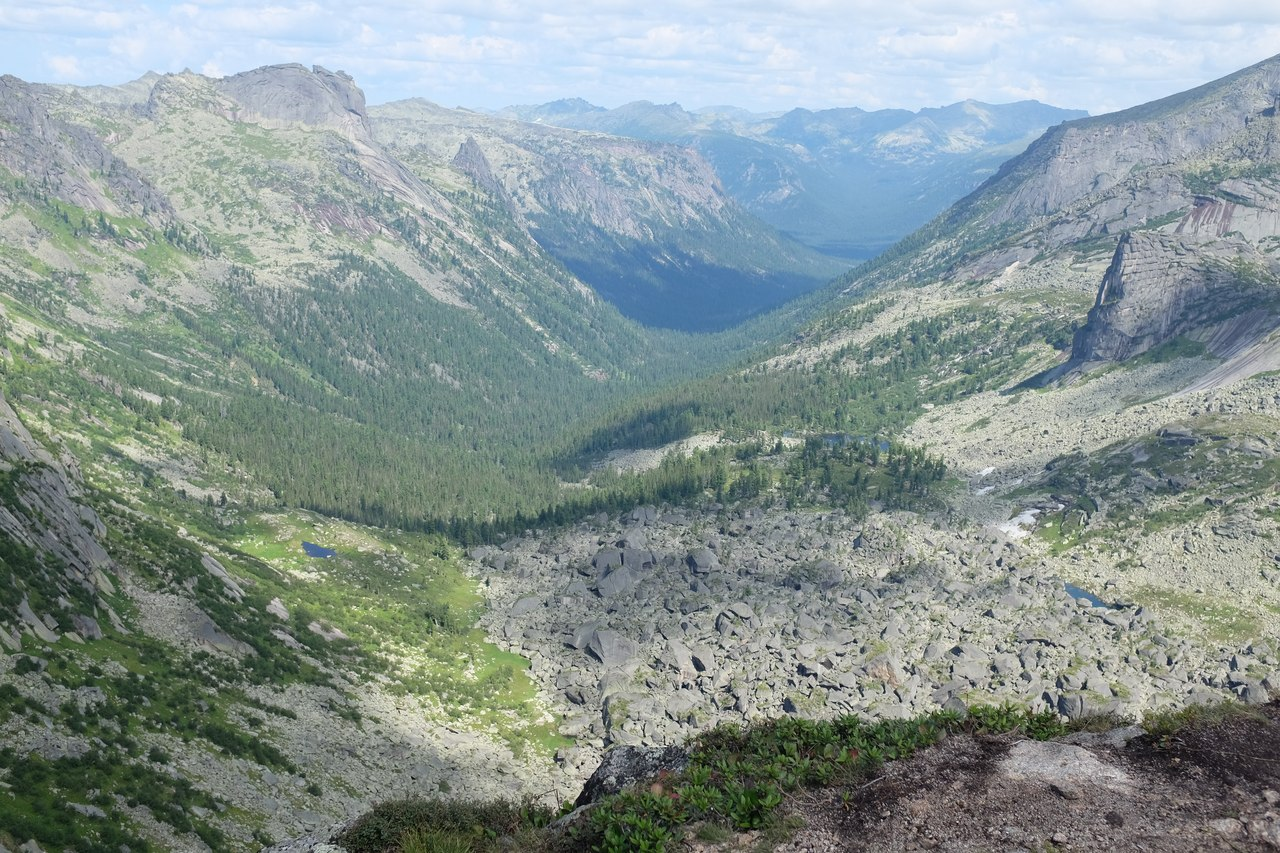
Вид с перевала Художников
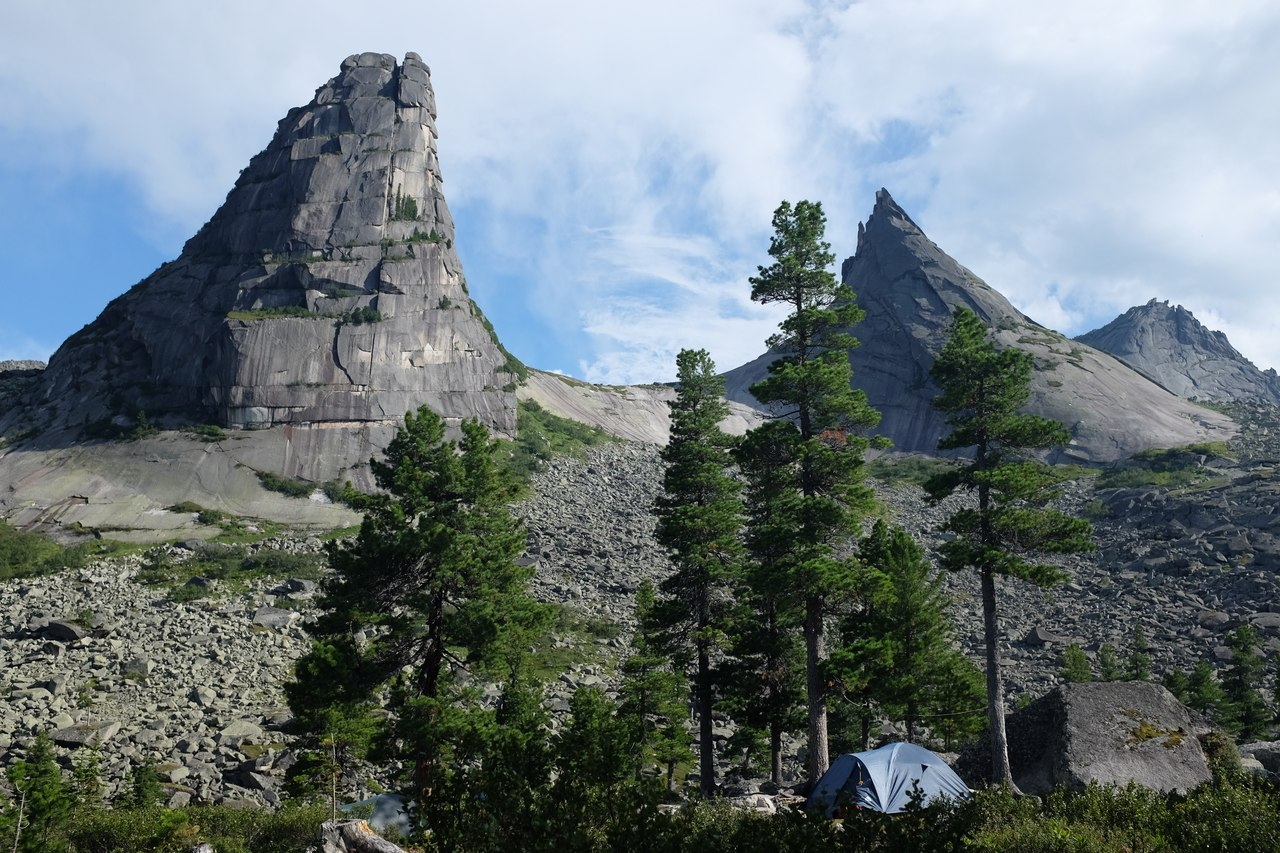
Парабола
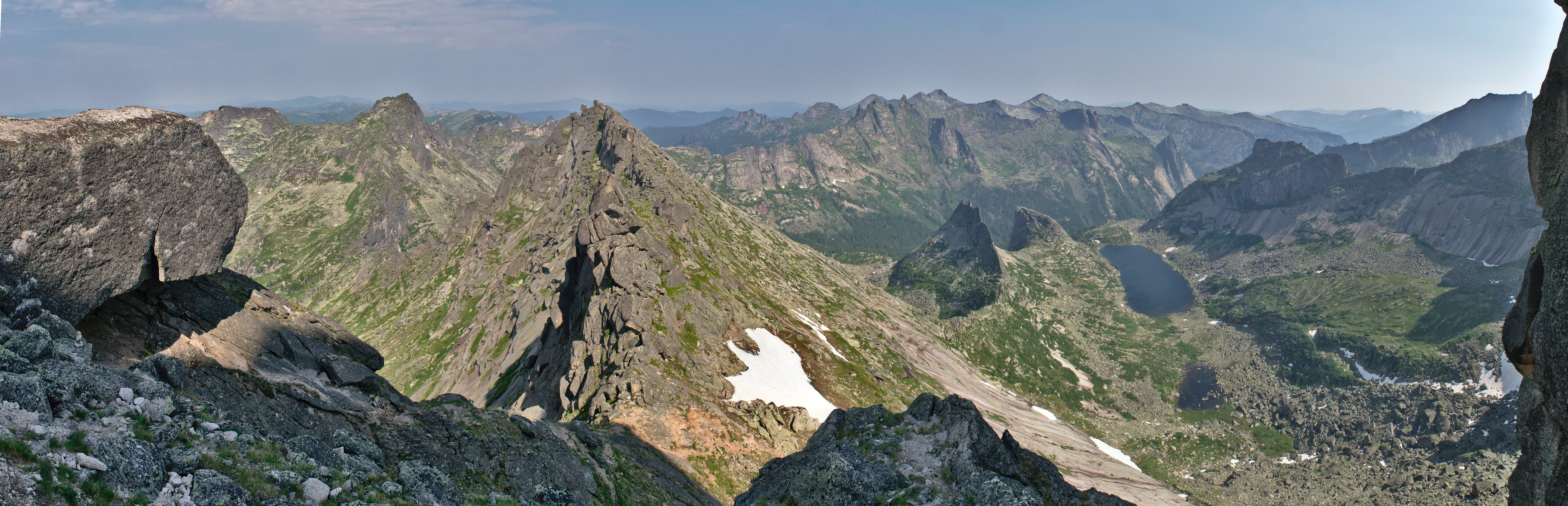
Вид с перевала Птица